# Universitatea Catolică Ioan Paul al II-lea din Lublin
Universitatea Catolică Ioan Paul al II-lea din Lublin, până în 2005 Universitatea Catolică din Lublin, este o universitate particulară cu sediul în Lublin, Polonia. Instituția de învățământ superior a fost înființată în anul 1918. În timpul dictaturii comuniste poloneze a fost unul din principalele bastioane ale opoziției.

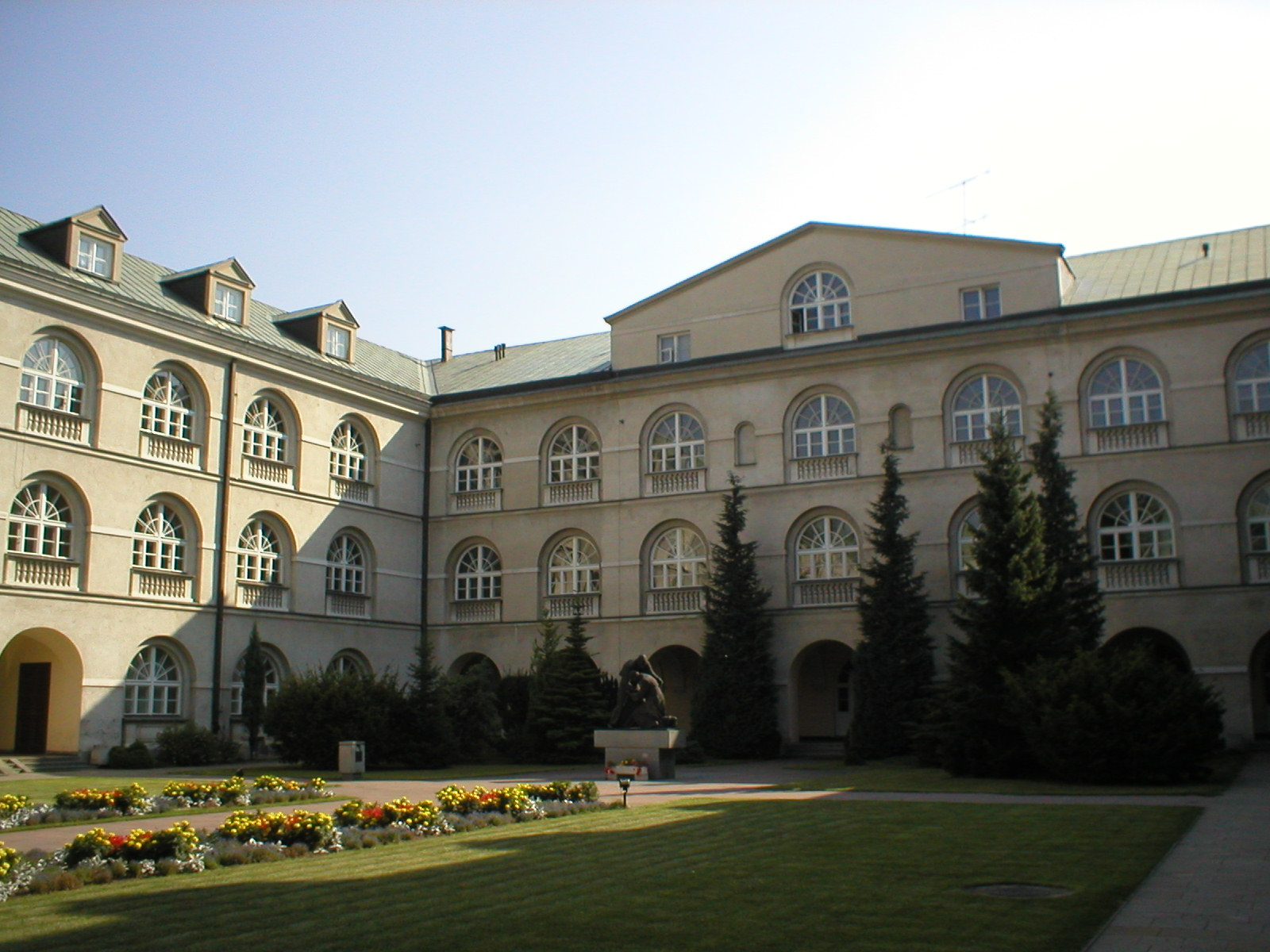
Curtea Universității

## Personalități

### Cadre didactice
- Jerzy Zawieyski (1902-1969), profesor de actorie, scriitor
- Karol Józef Wojtyła (1920-2005), profesor de teologie (ulterior arhiepiscop de Cracovia și papă al Romei)
- Stanisław Wielgus⁠(en)[traduceți] (n. 1939), profesor de teologie, colaborator al serviciilor secrete ale Republicii Populare Polone (ulterior episcop)

### Studenți
- Stefan Wyszyński (1901-1981), arhiepiscop de Gniezno, cardinal
- Julia Hartwig (1921-2017), scriitoare

## Facultăți
- Facultatea de Teologie (1918)
- Facultatea de Drept, Drept canonic și Administrație
- Facultatea de Științe Umaniste (1918)
- Facultatea de Filosofie (1946)
- Facultatea de Științe Sociale (1980)
- Facultatea de Matematică, Informatică și Peisagistică (1998)
- Facultatea de Biotehnologie și Știința Mediului
- Facultatea de Științe Juridice și Economice din Tomaszów Lubelski (1995)
- Facultatea de Drept și Științe Sociale din Stalowa Wola (2014)
- Departamentul Didactic din Międzyrzec Podlaski

## Domenii de educație
În prezent, Universitatea Catolică din Lublin oferă studii în următoarele domenii: 
| - administrare - arhitectură peisagistică - biotehnologie - drept canonic - drept - economie - filologie engleză - filozofie - germanistică - informatică | - matematică - muzicologie - protecția mediului - retorică - studii europene - teologie - științe politice - arheologie - economie - etnologie | - filologie chineză - filologie olandeză - filologie romană - filologie slavă - ingineria mediului - jurnalism și comunicare socială - polonistică - relații internaționale - sociologie |

## Galerie

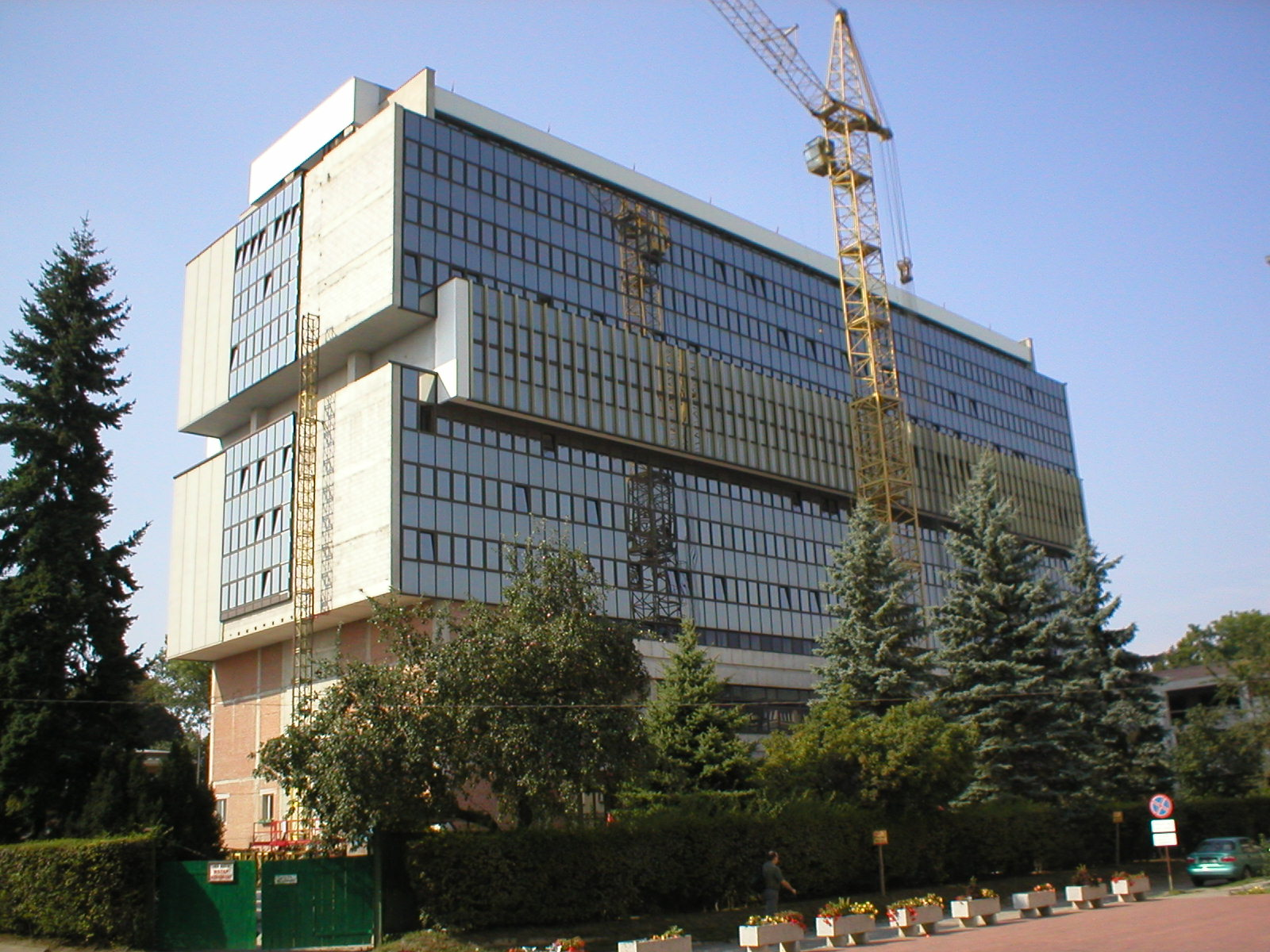
Collegium Papa Ioan Paul al II-lea
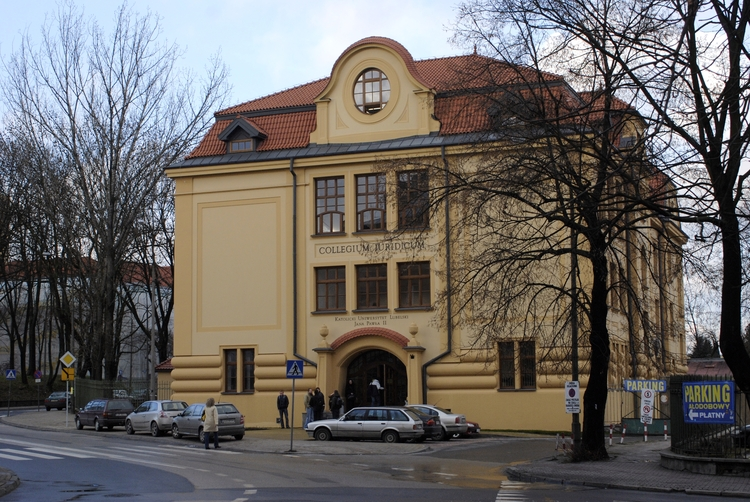
Collegium Iuridicum
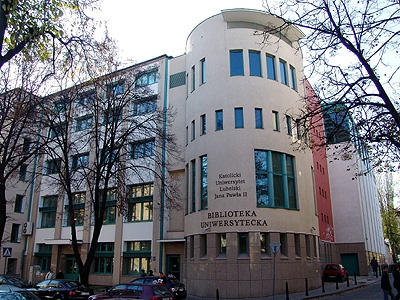
Biblioteca Universităţii
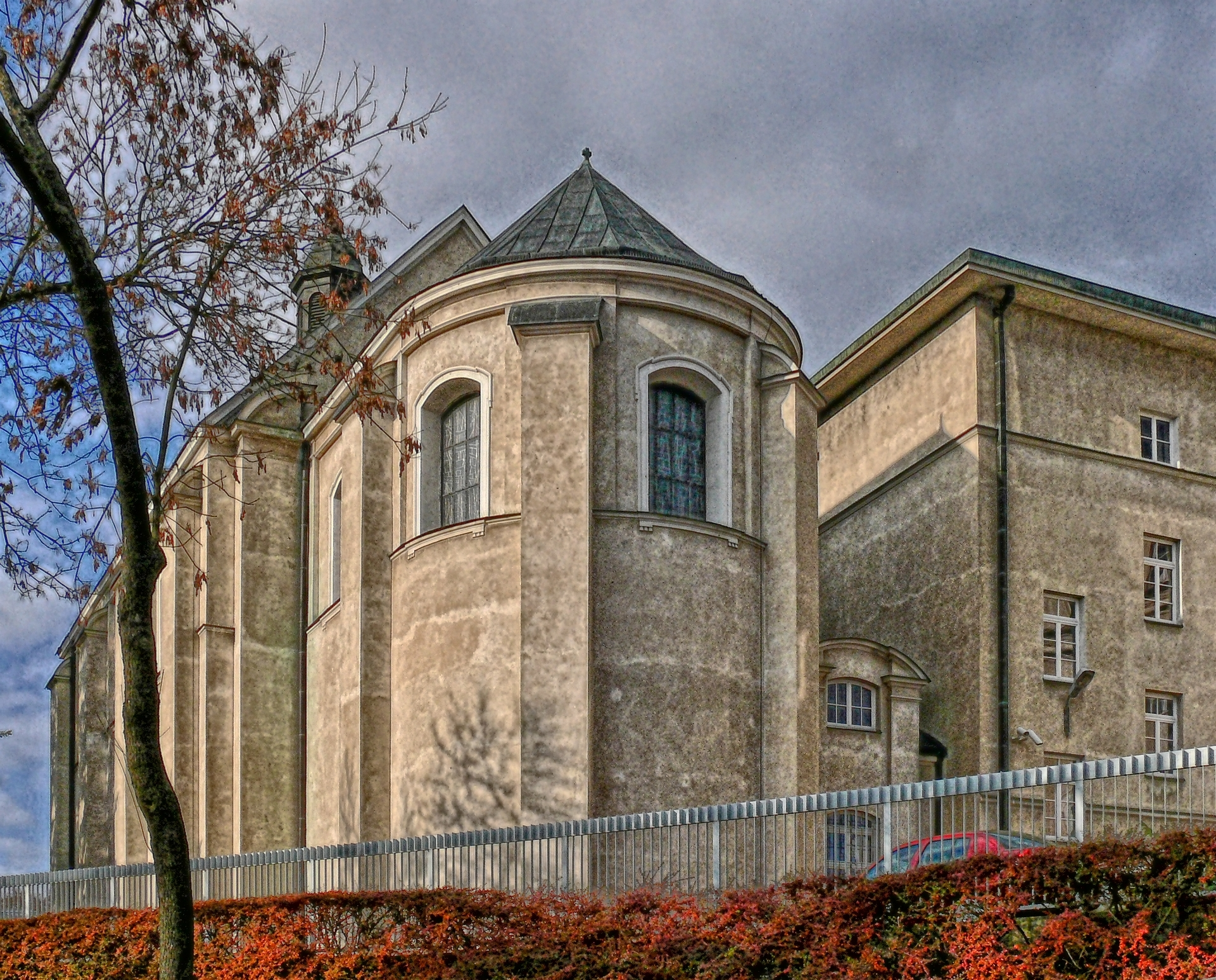
Capela Academică